# 211P/Hill
211P/Hill (też: Hill 7) – kometa krótkookresowa, należąca do rodziny komet Jowisza.

## Odkrycie
Kometę tę odkrył Richard E. Hill 4 grudnia 2008 roku. W nazwie znajduje się zatem nazwisko odkrywcy.

## Orbita komety i właściwości fizyczne
Orbita komety 211P/Hill ma kształt elipsy o mimośrodzie 0,33. Jej peryhelium znajduje się w odległości 2,36 j.a., aphelium zaś 4,77 j.a. od Słońca. Jej okres obiegu wokół Słońca wynosi 6,73 lat, nachylenie do ekliptyki ma wartość 18,87˚.
Średnica tego ciała nie przekracza kilku km.